# Jacob Le Maire
Jacob Le Maire (1585 Antverpy nebo Amsterdam – 22. prosince 1616 Indický oceán) byl holandský kupec a mořeplavec. Dne 14. června 1615 se vydal spolu s krajanem Wilhelmem Schoutenem do Tichomoří.

## Popis cesty
Při plavbě objevil průliv mezi ostrovem Stavů a Ohňovou zemí, který nese jeho jméno. Dále 29. ledna 1616 znovuobjevil mys Horn, který pojmenoval podle Schoutenova rodiště. Po proplutí průlivu do Tichého oceánu se vydal k souostroví Tuamotu. Dne 21. dubna 1616 byl prvním, kdo navštívil souostroví Tonga od západu. Do 24. dubna se věnoval průzkumu ostrovů Tafahi, Niuatoputapu a Niuafo'ou. Dne 28. dubna objevil Hoornův ostrov v souostroví Wallis a Futuna, kde byl vřele přijat domorodci a kde se zdržel až do 12. května. Poté plul podél severního pobřeží Nového Irska a Nové Guiney k ostrovům, které jsou dnes nazývány Schoutenovy ostrovy, kam doplul 24. června 1616. Odtud plul k souostroví Moluky, kde byl 12. září 1616 na ostrově Ternate slavnostně přivítán tehdejším guvernérem Laurensem Reaelem, admirálem Stevenem Verhagenem a guvernérem ostrova Ambon, Jasperem Janszem. Po nákupu koření odplul do Batávie, kam dorazil 28. října s 84 z původních 87 členů posádky, což byl velký úspěch. Ačkoliv podnikli společně Wilhelmem Schoutenem úspěšnou cestu přes Tichý oceán, oba byli zatčeni za porušení monopolního obchodu s kořením na Molukách. Poté, co byl propuštěn, vyplul na lodi Amsterdam zpět domů do Holandska ve společnosti holandského námořního důstojníka Jorise van Spilbergena.
Při plavbě přes Indický oceán zemřel. Jorisi van Spilbergenovi u smrtelného lože podal zprávu o jeho cestě, která byla zveřejněna v knize "Spieghel der Australie - navigatie door den wijd vermaerden zeeheldt J. Le Maire".

## Dílo
- "Spieghel der Australie - navigatie door den wijd vermaerden zeeheldt J. Le Maire". Amsterdam 1622
- "De ontdekkingsreis van Jacob Le Maire en Willem C. Schouten". vyd. W. Engelbrecht, 2sv., Haag 1945